# مركب الحجار للحديد والصلب
مركب الحجار للحديد والصلب هو أكبر مركب للحديد والصلب في الجزائر ورائد صناعة الصلب الجزائرية في السبعينيات. ساهم هذا المجمع في نمو الإمكانات الصناعية الجزائرية على مستوى ولاية عنابة ولكن أيضًا على مستوى البلاد. يتربّع على مساحة إجمالية تقدر بـ800 هكتار في إقليم بلدية سيدي عمار بولاية عنابة، بطاقة إنتاج نظرية تبلغ مليوني طن من الفولاذ السائل، ووصل عدد عماله سنة 1982 إلى 27 ألف عامل، ليتقلّص العدد إلى حوالي 5000 عامل سنة 2019. وفي عام 2018، أنتج مجمع الصلب إجمالي 700 ألف طن من الفولاذ.
لعل أهم المحطات التي تأثر بها المركب، ما وقع خلال الفترة الممتدة بين 1997 و2000 عندما اختار 7 آلاف عامل المغادرة الطوعية، فقد ارتفعت ديون المركب لتبلغ 60 مليار دينار مع نهاية سنة 2000؛ الأمر الذي دفع الحكومة الجزائرية إلى التوقيع في 18 أكتوبر 2001 على اتفاق الشراكة مع الأجانب كخيار أمثل لإنقاذ مركب الحجّار من الغلق، وحماية مصدر قوت أكثر من 10 آلاف عامل آنذاك.

## حجر الأساس
أُنشأت الشركة الوطنية للحديد [الفرنسية] في 3 سبتمبر 1964، من طرف الرئيس الأسبق أحمد بن بلة، لتتولى إنشاء مجمع الحجر للصلب الذي افتتح في 19 يونيو 1969.
في 15 مايو 1972، افتتح مصنع الصلب والدرفلة الساخنة للمجمع من قبل الرئيس هواري بومدين، بحضور رئيس الوزراء الكوبي فيدل كاسترو، الذي كان في زيارة رسمية للجزائر.
في أواخر سنة 1978 شرع في إنجاز مشروع التوسع الذي يشتمل على مختلف الوحدات المتواجدة على مستوى المركب، وانتهى بوضع المخطط الإداري للصيانة، تم على إثره توظيف آلاف الشباب، خاصة المتخرجين من مراكز التكوين الثلاثة التابعة للمؤسسة الوطنية للحديد والصلب، تبعا لسياسة التشغيل المنتهجة حينئذ، ووصل عدد العمال حدود 27 ألف عامل على مستوى التراب الوطني، حيث بلغ الإنتاج 700 ألف طن من الفولاذ السائل، ليرتفع في غضون 3 سنوات إلى 1.5 مليون طن سنة 1985، كأكبر نتيجة سجلت في تاريخ المركب بفعل توفر جميع الإمكانيات، بما فيها المساعدات التقنية للمتعاونين الأجانب.
ثم عرف الإنتاج هبوطا حادا في السنوات الثلاث الموالية ليبلغ 700 ألف طن سنة 1988 بسبب تقلص المساعدات التقنية للأجانب الذين انتهت مدة عقودهم، وتأثير الأزمة الاقتصادية التي عرفتها الجزائر سنة 1986، والتي أدت إلى توقيف استيراد قطع الغيار، ما أدى إلى التوقف الجزئي لبعض ورشات الإنتاج، إضافة إلى كبر حجم المركب وتوزع فروعه، ما صعب من التحكم في مهام التسيير.

## الشراكة مع آرسيلور-ميتال
مع تواصل العجز المالي بالمركب بعد أن استنزف من الخزينة العمومية ما معدله 7 مليارات دينار سنويا منذ 1992، وكذا الصعوبات التي أصبحت تواجه وحدات الإنتاج فيما يخص انعدام الصيانة، فكرت الدولة في التخلي عن المركب وفقا لالتزاماتها مع صندوق النقد الدولي. ففي نهاية 1999 وبداية 2000 وقع خناق كبير على المركب، حيث رفضت الخزينة تمويل أجور العمال بخطوط القرض، وكذا الأمر نفسه بالنسبة لمختلف البنوك العمومية لاستيراد المواد الأولية كالفحم الحجري وقطع الغيار، ما دفع بالحكومة إلى نشر إعلان عن مناقصة دولية تضمنت فتح رأس مال مجموعة “سيدار” للحديد والصلب، وتقدم 3 متعاملين من بينهم المتعامل الهندي “إسبات” الذي التزم بحماية مناصب الشغل لمدة 4 سنوات، مقابل تخفيض الدولة لأسعار استهلاك الماء والكهرباء ونقل المواد المنجمية بنسبة 30% عن الأسعار المعمول بها، وأيضا تخفيض التكاليف الناجمة عن تسديد المستحقات تجاه مصالح الضرائب وصندوق التأمينات الاجتماعية بنسبة 17%، إضافة إلى التزامه بتطبيق برنامج استثمار بغلاف مالي بقيمة 175 مليون دولار لمدة 5 سنوات.
وفي 18 أكتوبر 2001 قامت مجموعة إيسبات الهندية، سلف شركة أرسيلور ميتال، بشراء 70% من رأسمال مجمع الحجار.
منذ عام 2009 بقي الفرن العالي رقم 1 غير مستخدم حتى تفكيكه في عام 2020.
بدأت متاعب “آرسيلور ميتال” العملاق العالمي في الحديد والصلب في الجزائر، بعدما شعرت الدولة بإخلال الهندي بالاتفاقية التي تحتوي على 3 بنود. يتعلّق الأول ببرنامج الاستثمار، والثاني بالتركيب المالي، والثالث متعلق بالعقد الاجتماعي والاقتصادي، لضمان الاستقرار.
وتجسدت المتاعب مباشرة بعد عقد الوزير الأسبق للصناعة والمناجم شريف رحماني اجتماعا مع لاكشمي ميتال في 2012، تم خلاله مراجعة عقد الشراكة بين الطرف الجزائري والهندي، ووضع بندين اثنين ضيّق من خلالهما الوزير شريف رحماني الخناق على مسؤولي “آرسيلور ميتال”. وأولهما أنه يحق للدولة الجزائرية فسخ عقد الشراكة في حال عدم التزام الشريك الأجنبي بشرط تحقيق الأهداف الإنتاجية المتفق عليها، علاوة على أن الحكومة الجزائرية لن تعوض الشريك الهندي في حال طلبه مغادرة الشراكة قبل عام 2020.
في الفترة من 5 سبتمبر إلى 15 أكتوبر 2017، أُغلق الفرن العالي رقم 2 بعد صعوبات في إمدادات المياه. في يناير 2018، أدت الصعوبات في توريد الكوك إلى تباطؤ الإنتاج مؤقتًا في الفرن العالي رقم 2. في عام 2019، قامت شركة سيدار الحجار بإغلاق الفرن العالي عدة مرات بعد مشاكل في توريد الحديد الخام. ثم تعرض لإغلاق الفرن العالي رقم 2 في أكتوبر، نتيجة لإمدادات فحم الكوك ذات الجودة الرديئة. وفي بداية عام 2020 تم إغلاق الفرن العالي رقم 2 لأسباب فنية. ثم تعرض المجمع للإغلاق المؤقت إثر انتشار جائحة كوفيد-19 في الجزائر